# Afghanistans bandyfederation
Bandy Federation of Afghanistan (svenska: Afghanistans bandyförbund) är det styrande organet för bandy och rinkbandy i Afghanistan. Förbundet grundades 2012 och blev medlem i Federation of International Bandy samma år. Pamir Patang är kontaktperson.